# Astronomical Society of the Pacific
Pour les articles homonymes, voir ASP.
L'Astronomical Society of the Pacific (« Société astronomique du Pacifique »), ou ASP, est fondée à San Francisco le 7 février 1889. Elle a un statut d'association sans but lucratif. C'est la plus importante société savante consacrée à l'astronomie dans le monde. Elle compte des membres de plus de 70 pays.
Cette société promeut l'astronomie, publie le magazine de vulgarisation Mercury et les Publications of the Astronomical Society of the Pacific orientées vers la recherche professionnelle en astronomie. Elle a également publié les Astronomical Society of the Pacific Leaflets de 1925 à 1971.

## Prix
L'ASP décerne plusieurs prix :
- la médaille Bruce pour une vie consacré à l'astronomie. La médaille est nommée d'après Catherine Wolfe Bruce,
- le prix Klumpke-Roberts pour un contribution importante à la compréhension et l'appréciation par le public de l'astronomie, nommé d'après Dorothea Klumpke-Roberts,
- le prix amateur d'excellence pour une contribution significative par un non professionnel,
- le prix Bart-Bok, nommé d'après l'astronome Bart Bok, décerné conjointement avec l'Union américaine d'astronomie pour un projet d'étudiant en astronomie.
- le prix Thomas-Brennan pour une contribution exceptionnelle à l'enseignement de l'astronomie,
- le prix Maria-et-Eric-Muhlmann pour des observations significatives rendues possibles par des innovations dans l'instrumentation astronomique, le logiciel ou l'infrastructure d'observation,
- le prix Robert J. Trumpler, du nom de l'astronome Robert J. Trumpler, pour une thèse notable dans le domaine de l'astronomie.